# Rountzenheim
Rountzenheim är en kommun i departementet Bas-Rhin i regionen Grand Est (tidigare regionen Alsace) i nordöstra Frankrike. Kommunen ligger i kantonen Bischwiller som tillhör arrondissementet Haguenau. År 2018 hade Rountzenheim 1 042 invånare.

## Befolkningsutveckling
Antalet invånare i kommunen Rountzenheim
| Referens: INSEE |